# Dampiera lanceolata
Dampiera lanceolata är en tvåhjärtbladig växtart som beskrevs av Allan Cunningham och Dc.. Dampiera lanceolata ingår i släktet Dampiera, och familjen Goodeniaceae.

## Underarter
Arten delas in i följande underarter:
- D. l. insularis
- D. l. intermedia